# Syracuse Nationals 1956-1957
La stagione 1956-57 dei Syracuse Nationals fu l'8ª nella NBA per la franchigia.
I Syracuse Nationals arrivarono secondi nella Eastern Division con un record di 38-34. Nei play-off vinsero la semifinale di division con i Philadelphia Warriors (2-0), perdendo poi la finale di division con i Boston Celtics (3-0).

## Roster
| N° | Naz.                   | Ruolo | Sportivo       | Anno | Alt. | Peso |
| -- | ---------------------- | ----- | -------------- | ---- | ---- | ---- |
| 3  | Stati Uniti (bandiera) | G     | Bob Harrison   | 1927 | 185  | 86   |
| 3  | Stati Uniti (bandiera) | G     | Jim Ray        | 1934 | 185  | 82   |
| 3  | Stati Uniti (bandiera) | G     | Bob Schafer    | 1933 | 191  | 88   |
| 4  | Stati Uniti (bandiera) | AC    | Dolph Schayes  | 1928 | 201  | 88   |
| 5  | Stati Uniti (bandiera) | GA    | Paul Seymour   | 1928 | 185  | 82   |
| 6  | Stati Uniti (bandiera) | G     | Forest Able    | 1932 | 191  | 82   |
| 6  | Stati Uniti (bandiera) | GA    | Togo Palazzi   | 1932 | 193  | 93   |
| 8  | Stati Uniti (bandiera) | GA    | Ed Conlin      | 1933 | 196  | 91   |
| 9  | Stati Uniti (bandiera) | AC    | Bob Hopkins    | 1934 | 203  | 93   |
| 10 | Stati Uniti (bandiera) | AC    | Red Kerr       | 1932 | 206  | 104  |
| 11 | Stati Uniti (bandiera) | AC    | Earl Lloyd     | 1928 | 196  | 91   |
| 12 | Stati Uniti (bandiera) | A     | Joe Holup      | 1934 | 198  | 98   |
| 15 | Stati Uniti (bandiera) | G     | Larry Hennessy | 1929 | 191  | 84   |
| 15 | Stati Uniti (bandiera) | GA    | Don Savage     | 1928 | 191  | 93   |
| 16 | Stati Uniti (bandiera) | G     | Al Bianchi     | 1932 | 191  | 84   |
| 17 | Stati Uniti (bandiera) | A     | Jim Tucker     | 1932 | 201  | 84   |

## Staff tecnico
- Allenatori: Al Cervi (4-8) (fino al 26 novembre)[1], Paul Seymour (34-26)